# Erysimum degenianum
Erysimum degenianum là một loài thực vật có hoa trong họ Cải. Loài này được Azn. mô tả khoa học đầu tiên năm 1907.